# قطعنامه ۸۱۴ شورای امنیت
قطعنامه ۸۱۴ شورای امنیت سازمان ملل متحد که در تاریخ ۲۶ مارس ۱۹۹۳ تصویب شد، سندی بین‌المللی دربارهٔ سومالی است. این قطعنامه طی نشست ۳۱۸۸ام با ۱۵ رای موافق، ۰ مخالف و ۰ ممتنع تصویب شد.